# Túpolev ANT-21
El Túpolev ANT-21 fue un caza pesado bimotor de cuatro asientos soviético, que también fue designado MI-3 (Mnogomestnyi Istrebitel, caza multiplaza). No fue aceptado para entrar en producción, siendo construidos solo dos prototipos.

## Diseño y desarrollo
En enero de 1932, las Fuerzas Aéreas Soviéticas ordenaron a la Oficina de Diseño del TsAGI, liderada por Andréi Túpolev, que diseñara un caza bimotor multiplaza para reemplazar a la versión de caza de escolta KR-6 del avión bimotor multitarea Túpolev ANT-7. Túpolev asignó el diseño del nuevo caza a un equipo liderado por Aleksándr Arkhangel'skiy. Este fue el primer proyecto de Arkhangel'skiy como diseñador jefe. El avión resultante, el ANT-21, era, al igual que el ANT-7, un monoplano con sus alas corrugadas totalmente metálicas basadas en las de este último, pero con la envergadura reducida y las corrugaciones recubiertas de tela para reducir la resistencia. El fuselaje de sección oval era de nuevo diseño, siendo una estructura semimonocasco parcialmente remachada al ras realizada en duraluminio, por primera vez en un avión Túpolev, y estaba equipado con una cola doble. También disponía de un tren de aterrizaje retráctil de rueda de cola, novedoso para la época.
El piloto del avión se sentaba en una cabina abierta por encima del borde de ataque del ala. Un artillero se sentaba en el morro, operando dos ametralladoras, un segundo artillero se sentaba en una posición dorsal con dos ametralladoras más, mientras que otro tripulante operaba un arma ventral, disparando a través de una escotilla. El piloto podía operar dos ametralladoras fijas. Dos motores Mikulin M-17 propulsaban al ANT-21, al igual que los usados por el ANT-7.
El primer prototipo, designado oficialmente MI-3 y apodado Mitrich, realizó su primer vuelo en agosto de 1933. Las pruebas iniciales fueron exitosas, siendo popular el ANT-21 entre sus pilotos de pruebas, pero cuando entró en un picado y a alrededor de los 400 km/h, apareció un severo flameo en la cola del avión que desprendió el timón de estribor y obligó a realizar un aterrizaje brusco.
Como resultado de este accidente, Arkhangel'skiy rediseñó el avión, reteniendo las alas, pero disponiendo unos nuevos fuselaje y cola, con un único empenaje vertical. La tripulación estaba acomodada en cabinas cerradas, operando el artillero de morro un único cañón de 20 mm o una ametralladora pesada, y siendo omitida el arma ventral, mientras que el armamento del artillero dorsal y las armas fijas operadas por el piloto permanecían sin cambios. Los motores M-17 del prototipo fueron cambiados los más potentes y modernos M-34N. El nuevo avión, ANT-21bis o MI-3D (Doubler, alternativo), fue completado en abril de 1934. A pesar de su nueva cola, sufría de vibraciones en la misma a determinadas potencias, lo que resultó en la adición de soportes de arriostramiento en la misma. Fue probado oficialmente de julio a diciembre de 1934, pero no fue aceptado para entrar en servicio con la Fuerza Aérea Soviética, ya que en ese momento se requerían cazas armados con cañones pesados sin retroceso, y el interés pasó al derivado Túpolev ANT-29.

## Variantes
ANT-21 (MI-3)
Caza pesado con dos motores Mikulin M-17, uno construido.
ANT-21bis (MI-3D)
Versión del ANT-21 con motores Mikulin M-34N, uno construido.

## Especificaciones (ANT-21bis)
Referencia datos: The Osprey Encyclopedia of Russian Aircraft 1975–1995

### Características generales
- Tripulación: Tres (piloto y dos artilleros)
- Longitud: 11,6 m (38 ft)
- Envergadura: 20,8 m (68,1 ft)
- Superficie alar: 59,2 m² (637,2 ft²)
- Peso vacío: 4058 kg (8943,8 lb)
- Peso cargado: 5463 kg (12 040,5 lb)
- Planta motriz: 2× motor lineal V-12 refrigerado por líquido Mikulin M-34N.
  - Potencia: 610 kW (841 HP; 830 CV) cada uno.

### Rendimiento
- Velocidad máxima operativa (Vno): 350 km/h (217 MPH; 189 kt) a 5000 m (16 400 pies)
- Techo de vuelo: 8300 m (27 231 ft)

### Armamento
- Ametralladoras: 

  - 2x PV-1 fijas de 7,62 mm de fuego frontal
  - 2x Degtiariov de 7,62 mm flexibles en posición dorsal

- Cañones: 

  - 1 de 20 mm en montaje flexible en el morro

## Aeronaves relacionadas

### Secuencias de designación
- Secuencia ANT-_ (interna de Túpolev): ← ANT-17 - ANT-18 - ANT-20 - ANT-21 - ANT-22 - ANT-23 - ANT-25 →
- Secuencia MI-_ (Cazas Multiplaza soviéticos, 1923-1940): MI-3 - MI-4